# Placówka Straży Granicznej I linii „Stany”
Placówka Straży Granicznej I linii „Stany” – jednostka organizacyjna Straży Granicznej pełniąca służbę ochronną na granicy polsko-niemieckiej w okresie międzywojennym.

## Geneza
W 1921 roku w Starokrzepicach stacjonował sztab 3 kompanii 4 batalionu celnego. 3 kompania celna jedną ze swoich placówek wystawiła w Stanach. 
Na wniosek Ministerstwa Skarbu, uchwałą z 10 marca 1920 roku, powołano do życia Straż Celną. Od połowy 1921 roku jednostki Straży Celnej rozpoczęły przejmowanie odcinków granicy od pododdziałów Batalionów Celnych. Proces tworzenia Straży Celnej trwał do końca 1922 roku. Placówka Straży Celnej „Stany” weszła w podporządkowanie komisariatu Straży Celnej „Podłęże Szlacheckie” z Inspektoratu SC „Praszka”.

## Formowanie i zmiany organizacyjne
Rozporządzeniem Prezydenta Rzeczypospolitej Polskiej Ignacego Mościckiego z 22 marca 1928 roku, do ochrony północnej, zachodniej i południowej granicy państwa, a w szczególności do ich ochrony celnej, powoływano z dniem 2 kwietnia 1928 roku  Straż Graniczną.
Rozkazem nr 4 z 30 kwietnia 1928 roku w sprawie organizacji Śląskiego Inspektoratu Okręgowego dowódca Straży Granicznej gen. bryg. Stefan Pasławski określił strukturę organizacyjną komisariatu SG „Herby”. Placówka Straży Granicznej I linii „Stany” znalazła się w jego strukturze.
Z dniem 30 września 1929 podkomisariat SG „Panki” został przeformowany w komisariat Straży Granicznej. Placówka Straży Granicznej I linii „Stany” znalazła się w jego strukturze.

## Służba graniczna
Obsada placówki kwaterowała w 1933 roku w budynkach prywatnych.
Sąsiednie placówki
- placówka Straży Granicznej I linii „Podłęże Szlacheckie” ⇔ placówka Straży Granicznej I linii „Kluczno” − 1928

## Kierownicy/dowódcy placówki
| stopień          | imię i nazwisko          | okres pełnienia służby | kolejne stanowisko |
| ---------------- | ------------------------ | ---------------------- | ------------------ |
| przodownik       | Józef Jaros              | był w 1930             |                    |
| starszy strażnik | Szczepan Jesse           | 28 XI 1933–            |                    |
| przodownik       | Aleksander Wojciechowski | 23 III 1935 –          |                    |